# Peter de Grote-ei
Het Peter de Grote-ei (Russisch: яйцо Пётр Великий) is een van de ongeveer 50 paaseieren die de beroemde juwelier Peter Carl Fabergé maakte in opdracht van de Russische tsaren.

## Omschrijving van het ei
Dit ei in rococostijl werd in 1903 gemaakt ter gelegenheid van de tweehonderdste verjaardag van de stichting van de stad Sint-Petersburg door Peter de Grote. Het ei is gemaakt van goud en is versierd met bloem- en plantmotieven van geel, rood, wit en groen goud & geaccentueerd met diamanten, robijnen en wit emaille. Rondom het ei zijn vier ivoren plaquettes aangebracht. Hierop zijn met waterverf miniatuurtjes geschilderd van tsaar Peter de Grote, het eerste Winterpaleis, tsaar Nicolaas II & het Winterpaleis in 1903.

## De surprise
Als het ei geopend wordt, wordt eerst de binnenkant van de schaal zichtbaar, versierd met transparant geel emaille op een guilloché ondergrond. Door een vernuftig mechanisme veert vervolgens de surprise uit de onderste helft van het ei naar boven. Zichtbaar wordt dan een kopie van het ruiterstandbeeld van Peter de Grote in Sint-Petersburg. Het standbeeld, ook wel de Bronzen Ruiter genaamd, is gedetailleerd uitgevoerd en gemonteerd op een stuk saffier dat de sokkel voorstelt.